# Kastytis Vainauskas
Kastytis Vainauskas (* 12. August 1961 in Kaunas, Litauische SSR) ist ein litauischer Politiker, stellvertretender Bürgermeister von Panevėžys.

## Leben
Nach dem Abitur an der 31. Mittelschule Kaunas absolvierte er das Studium der Metrologie 1980 am Polytechnikum Kaunas. Von 1983 bis 1986  studierte am Kauno politechnikos institutas (Fakultät der Radiotechnik).
Von 1980 bis 1982 leistete er den Sowjetdienst und von 1982 bis 1988 arbeitete im Konstruktionsbüro vom Unternehmen „Pergalė“.
Von 2002 bis 2007 und von 2007 bis 2011 war er stellvertretender Bürgermeister von Panevėžys.
Seit 2006 ist er Mitglied von Tvarka ir teisingumas.